# Juan Manuel Cárcamo
Juan Manuel Cárcamo Flores es un delantero que debutó futbolísticamente en el Club Deportivo Platense de Honduras. Su último equipo fue el Real Sociedad de Tocoa del mismo país.

## Historia
Juan Manuel Cárcamo inició de joven en el Club Deportivo Platense, donde se ganó la confianza de muchos aficionados; luego fue traspasado al extranjero, al club Red Bull Salzburg, club donde le fue muy bien; cuando se le venció el contrato volvió a Honduras al Club Deportivo Olimpia. Actualmente el delantero es jugador del Club Deportivo Platense con el cual ha logrado anotar su gol nº100 en liga nacional logrando meterse entre los tres mejores goleadores de la liga hondureña solo detrás de la leyenda olimpista Wilmer Velásquez y de Denilson Costa, con 196 y con 155 respectivamente.

## Clubes
| Club                    | País     |
| ----------------------- | -------- |
| Club Deportivo Platense | Honduras |
| Club Deportivo Olimpia  | Honduras |
| Red Bull Salzburg       | Austria  |
| Club Deportivo Olimpia  | Honduras |
| Club Deportivo Victoria | Honduras |
| Club Deportivo Platense | Honduras |
| Real Sociedad de Tocoa  | Honduras |